# Kawamura Kageaki

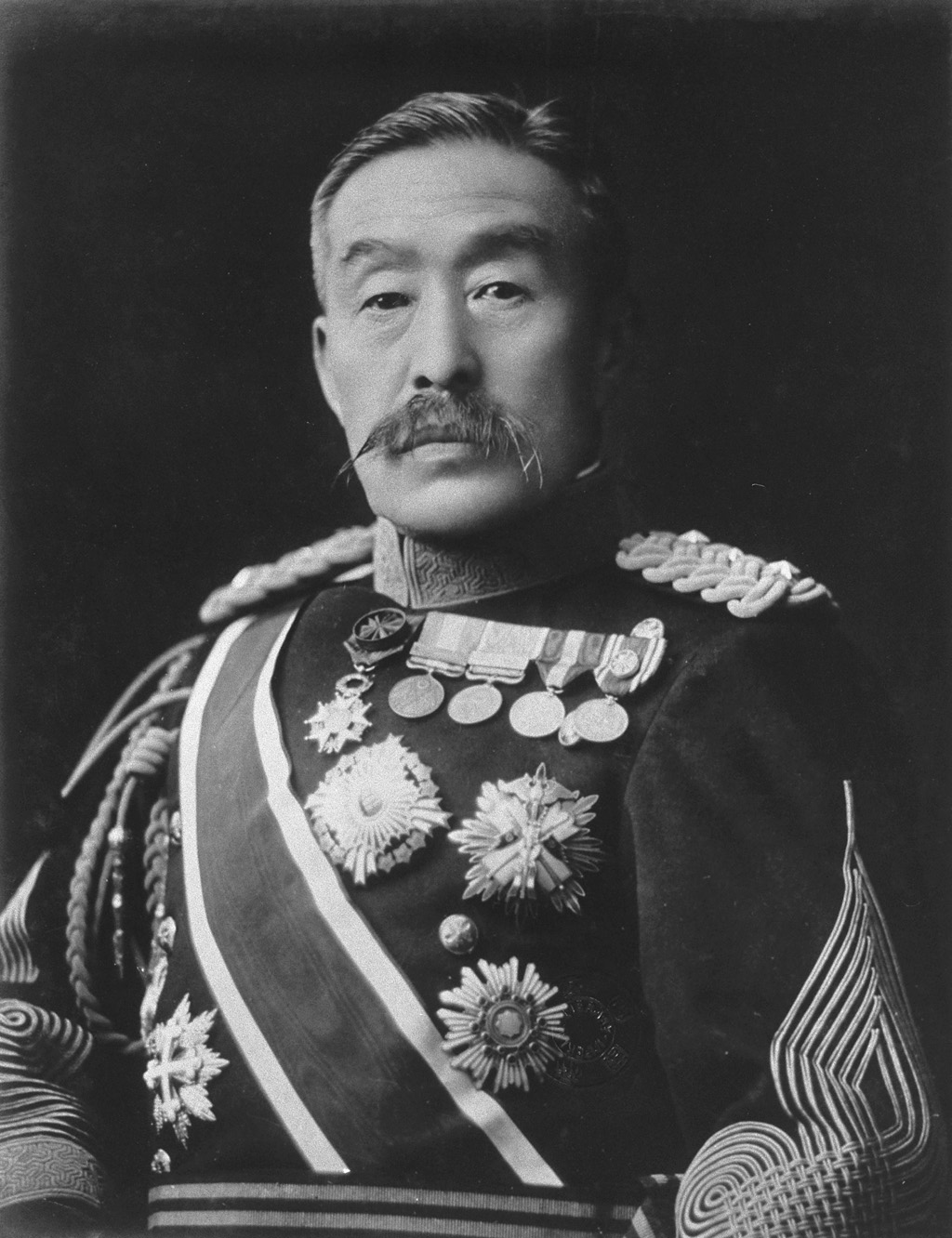
Kawamura Kageaki, etwa 1920

Shishaku Kawamura Kageaki (jap. 川村 景明; * 8. April 1850 in Kagoshima, Satsuma, Japan; † 28. April 1926 in Tokio, Japanisches Kaiserreich) war ein Gensui des Kaiserlich Japanischen Heeres.

## Leben
Kawamura wurde in Kagoshima im Satsuma-Lehen, der heutigen Präfektur Kagoshima, im Süden Japans geboren. Seine ersten Kriegserfahrungen sammelte er 1864 als 14-Jähriger während der Bombardierung von Kagoshima durch eine britische Flotte. Er kämpfte 1868 bis 1869 während des Boshin-Krieges im Zuge der Meiji-Restauration auf Seiten der kaiserlichen Truppen zunächst im Rang eines Unteroffiziers. Während dieses Konfliktes wurde er innerhalb eines Jahres zum Hauptmann befördert. Danach nahm er an Niederschlagungen von Aufständen während der Satsuma- und Hagi-Rebellion teil. Ende 1877 erreichte er den Rang eines Generalmajors.
Während des ersten Japanisch-Chinesischen Krieges wurde ihm das Kommando über eine Brigade der kaiserlichen Garde übertragen. 1895 folgte die Ernennung zum Danshaku nach dem japanischen Adelssystem des Kazoku.
Zu Beginn des Russisch-Japanischen Krieges wurde ihm die 10. Division unterstellt, was die Beförderung zum General mit sich brachte, obwohl damit einige dienstältere Offiziere übergangen wurden. Im Januar 1905 wurde er zum Kommandeur der 5. Armee ernannt und nahm mit dieser erfolgreich an der Schlacht von Mukden teil.
Nach dem Krieg wurde er zum shishaku, dem japanischen Äquivalent eines Vizegrafs, ernannt und 1915 zum Gensui, dem japanischen Äquivalent eines Generalfeldmarschalls befördert. Am Ende seiner Karriere war er Vorsitzender des Landeskriegerverbandes des Kaiserreichs, einem dem deutschen Kyffhäuserbund ähnlichen Reservisten- und Veteranenverband. Kawamura starb am 28. April 1926. Sein Grab liegt auf dem Aoyama-Friedhof in Tokio.

## Auszeichnungen
- Orden des Goldenen Drachen, 1. Klasse
- Orden der Aufgehenden Sonne mit dem Großkreuz des Paulownien-Ordens, 1. Klasse
- Großkreuz des Chrysanthemenordens